# Принц Бельмонте
Принц Бельмонте (исп. Principado de Belmonte; итал. Principe di Belmonte) — аристократический титул, созданный испанским королем Филиппом III 5 марта 1619 года для баронов Бадолато и Бельмонте.
В дополнение к титулу принца, принцы Бельмонте также носили титулы грандов первого класса с 1712 года. В 1726 году принцы Бельмонте получили титул князя Священной Римской империи (рейхсфюрста). Принцы также носили ряд дополнительных титулов, включая титулы герцога Ачеренца (1593), маркиза Галатоне (1562) и графа Копертино (1562).
Резиденция князей Бельмонте был Палаццо Бельмонте, на берегу Салернского залива и к югу от города Амальфи, хотя название принцев происходит от названия крепости Бельмонте, исторически важной для защиты итальянского побережья от арабских нападений. В период Рисорджименто Бельмонте как Бельмонте-Калабро.
Князья Бельмонте вели своё происхождение от генуэзского семейства Фиески, которые получили титул пфальцграфа в 1010 году от Генриха Святого, короля Италии, а позднее императора Священной Римской империи. Генрих Святой создал для них титул графа Лаванья и назначил Фиески имперскими заместителями регентов всей Тосканы и побережья Генуи.

## История
Князья Бельмонте происходили из рода Фиески, пфальцграфов Лаваньи. Фиески были одним из влиятельных семейств Генуи, наряду с Гримальди, Спинола и Дориа. В 13 веке Фиески объединились в домом Гримальди, современный князей Монако, в борьбе между гвельфов и гибеллинов.
Среди предков принцев Бельмонте были Синибальдо Фиески, граф Лаваньи (папа Иннокентий IV) и Оттобоне Фиески, граф Лаваньи (папа Адриан V), а также несколько кардиналов, король Сицилии, вице-король Неаполя в правление Рене Доброго (Джакопо Фиески), три святых в том числе Святая Екатерины Генуэзская (1447—1510), генералы и адмиралы Генуи и других государств. Через брачный союз с семьей Пиньятелли, князья Бельмонте стали родственниками папы римского Иннокентия XII и иезуитского святого Иосифа Пиньятелли.
Угоне Лаванья был первым, кто носит имя «Фиеско», он контролировал финансовые дела императора Священной Римской империи. Его потомок, Рубальдо Фиески, был утвержден в качестве графа Лаваньи в 11 веке. Около 1156 года Фридрих Барбаросса, император Священной Римской империи, подтвердил за родом Фиески титул графов Лаваньи. Бенефтциарами были признаны Рубальдо и его племянники Гульельмо, Тебальдо, Энрико, Руффино, Альдедадо, Герардо, Оттоне и его брат Угоне, Альберто и его брат Бельтрамино. 27 мая 1369 года германский император Карл IV Люксембургский в Лукке подтвердил титул пфальцграфа за генуэзской семьей Фиеско. Германские императоры из дома Габсбургов признавали Фиеско своими прямыми вассалами в 1521, 1529, 1568 и 1620 годах.
Бельтрамино Фиески, 7-му графу Лаваньи, наследовал его сын, Херардо Фиески, 8-й граф Лаваньи, который был известен как «Херардо Раваскьериус». Приняв имя Раваскьери Фиескит, эта ветвь рода добилась видного места королевских банкиров в Неаполитанском королевства: Джованни Баттиста был назначен мастером монетного двора Неаполя и Аквилы. У Джованни Баттисты было семьи детей, его старший брат Франческо (ум. 1555) был приором в Бари из Мальтийского ордена. Джованни Баттиста наследовал его сын Германо, также ставший банкиром Неаполитанского королевства. Последний был отцом Джованни Баттисты, 1-го барона Бадолато, и дедом Орацио, 1-го принца Бельмонте.

## Список принцев Бельмонте
- Орацио Джованни Баттиста Раваскьери Фиески, 1-й герцог де Бельмонте (ум. 12 октября 1645), сын Джованни Баттисты, 1-го барона Бадолато
- Даниэле Доменико Раваскьери Фиески, 2-й принц де Бельмонте (1622 — 5 февраля 1685), старший сын предыдущего
- Анна Мария Раваскьери Фиески, 3-я принцесса де Бельмонте (ум. 12 августа 1685), сестра предыдущего
- Галеаццо Гаэтано Пинелли Раваскьери Фиески, 4-й принц де Бельмонте (ум. 1711), старший сын предыдущей и Козимо Скуарчафико Пинелли, 2-го герцога де Ачеренсы
- Оронцо Пинелли Раваскьери Фиески, 5-й принц де Бельмонте (18 января 1661 — 25 марта 1722), младший брат предыдущего
- Анна Франческа Пинелли Раваскьери Фиески, 6-я принцесса де Бельмонте (14 августа 1702 — 8 января 1779), дочь предыдущего
- Антонио II Пиньятелли Пинелли Раваскьери Фиески, 7-й принц де Бельмонте (27 марта 1722 — 2 января 1794), сын предыдущей и Антонио Пиньятелли и де Ваэса, 1-го князя Священной Римской империи (1685—1771)
- Антонио III Пиньятелли Пинелли Раваскьери, 8-й принц де Бельмонте (7 июля 1763 — 17 августа 1798), сын предыдущего
- Дженнаро Пиньятелли, 9-й прин де Бельмонте (28 февраля 1777 — 28 июля 1829), сын предыдущего
- Франческа Пиньятелли и Эмерик Пинелли Раваскьери, 10-я принцесса де Бельмонте (3 апреля 1824 — 30 августа 1911), дочь предыдущего
- Джоаккино Гранито Пиньятелли ди Бельмонте, 11-й принц де Бельмонте (2 ноября 1839 — 6 апреля 1934), сын предыдущей
  - Анжело Гранито Пиньятелли ди Белмонте, герцог д’Ачеренса (21 декабря 1875 — 9 февраля 1924), единственный сын предыдущего
- Джоаккино Гранито Пиньятелли ди Бельмонте, 12-й принц де Бельмонте (19 марта 1913 — 22 мая 1982), единственный сын предыдущего
- Анжело Гранито Пиньятелли ди Бельмонне, 13-й принц де Бельмонте (род. 9 февраля 1939), единственный сын предыдущего
  - Франческа ди Паола Мария Елизавета Гранито Пиньятелли де Бельмонте, герцогиня д’Ачеренса (род. 27 февраля 1973), старшая дочь и наследница предыдущего.

## Резиденции
- Палаццо Раваскьери Фиески делла Торре
- Палаццо Ривеллино
- Ачеренца
- Замок Галатоне
- Замок Копертино
- Дворец Муро-Леччезе
- Палаццо Бельмонте в Санта-Марии-ди-Кастллабате